# 恋する二人
「恋する二人」（こいするふたり、原題 : I Should Have Known Better）は、ビートルズの楽曲である。1964年7月10日に発売された3作目のイギリス盤公式オリジナル・アルバム『ハード・デイズ・ナイト』に収録された。レノン＝マッカートニー名義となっているが、実質的にはジョン・レノンによって書かれた楽曲。アメリカでは1964年6月24日にユナイテッド・アーティスツ・レコードより発売されたサウンドトラック・アルバム『A Hard Day's Night (United Artists)』に収録された後、キャピトル・レコードから発売されたシングル盤『ア・ハード・デイズ・ナイト』のB面曲としても発売された。
ジョージ・マーティンがスコアを手がけたオーケストラ・バージョンも存在しており、『A Hard Day's Night (United Artists)』に収録された。

## 背景・レコーディング
「恋する二人」は、レノンが映画『ビートルズがやって来る ヤァ!ヤァ!ヤァ!』のために書いた楽曲。本作についてレノンは、1980年の『プレイボーイ』誌のインタビューで「ただの歌さ。特に意味なんてない」と語っている。映画『ビートルズがやって来る ヤァ!ヤァ!ヤァ!』では、列車で移動中の貨物置場の檻の中で演奏するシーンと、ラストのコンサートのシーンで使用された。
「恋する二人」のレコーディングは、1964年2月25日にEMIレコーディング・スタジオで行なわれた。3テイク録音されたが、完成テイクは1テイクのみで、テイク2はレノンがハーモニカの演奏中にミスしたことにより中断となった。翌日、アレンジを変更した上で再録音された。曲の中間の16小節では、ジョージ・ハリスンが新たに入手したリッケンバッカー・360/12がフィーチャーされている。
モノラル・ミックスとステレオ・ミックスとで、イントロのハーモニカの旋律が一部異なっており、ステレオ・ミックスではハーモニカのフレーズが一時的にドロップアウトする箇所が存在する。

## リリース

### イギリス
イギリスにおいて、「恋する二人」は、1964年7月10日に発売された『ハード・デイズ・ナイト』の収録曲として発売され、A面2曲目に収録された。発売当時はシングル・カットされることはなかったが、同年11月4日に発売されたEP『エクストラクツ・フロム・ザ・フィルム・ア・ハード・デイズ・ナイト』のオープニング・トラックとして収録された後、解散後の1976年に発売されたシングル盤『イエスタデイ』のB面に収録された。

### アメリカ
アメリカでは、1964年6月24日にユナイテッド・アーティスツ・レコードより発売されたサウンドトラック・アルバム『A Hard Day's Night (United Artists)』のB面1曲目に収録され、A面4曲目にはジョージ・マーティンがスコアを手がけたオーケストラ・バージョンが収録された。
その後、1964年7月13日に発売されたシングル盤『ア・ハード・デイズ・ナイト』のB面曲として発売された。B面曲ながら、Billboard Hot 100で最高位53位を記録した。1970年に発売されたコンピレーション・アルバム『ヘイ・ジュード』に収録されるまでは、キャピトル・レコードから発売されたアルバムには未収録となっていた。

### その他の国
日本では、1964年9月5日にシングル盤がアルバムと同時発売され、B面には「ぼくが泣く」が収録された。このシングル盤は、ミュージック・マンスリー洋楽チャートで最高位4位を記録した。1976年にはシングル盤『イエスタデイ』のB面曲としても発売された。
その他の国でもシングル・カットされており、ノルウェーでは第1位、西ドイツでは最高位6位を記録し、スウェーデンでは4週連続で1位を獲得した。また、オーストラリア盤には「恋におちたら」、イタリア盤やオランダ盤には「テル・ミー・ホワイ」、アルゼンチン盤には「ぼくが泣く」がB面曲として収録されている。

## クレジット
※出典
- ジョン・レノン - ダブルトラックのリード・ボーカル、アコースティック・ギター（リズムギター）、ハーモニカ
- ポール・マッカートニー - ベース
- ジョージ・ハリスン - 12弦ギター（リードギター）
- リンゴ・スター - ドラム

## チャート成績

### 週間チャート
| チャート (1964年)                 | 最高位 |
| --------------------------------- | ------ |
| ベルギー (Ultratop 50 Wallonia)   | 11     |
| ドイツ (GfK Entertainment charts) | 6      |
| オランダ (Single Top 100)         | 1      |
| ノルウェー (VG-lista)             | 1      |
| スウェーデン (Kvällstoppen Chart) | 1      |
| US Billboard Hot 100              | 53     |

### 月間チャート
| チャート (1964年)                           | 最高位 |
| ------------------------------------------- | ------ |
| 日本 (ミュージック・マンスリー洋楽チャート) | 4      |

## カバー・バージョン
- ザ・ナチュラルズ - 1964年にシングル盤として発売。全英シングルチャートで最高位24位を記録[21]。
- ジョニー・リヴァース - 1964年に発売されたライブ・アルバム『In Action』に収録[22]。
- ザ・ビーチ・ボーイズ - 1965年に発売されたアルバム『ビーチ・ボーイズ・パーティ』に収録[23]。
- ジャン&ディーン - 1965年に発売されたアルバム『Command Performance - Live in Person』に収録[24]。
- フィル・オクス - 1980年に発売されたコンピレーション・アルバム『The Broadside Tapes 1』に収録[25]。
- スライ&ロビー - 1981年に発売されたアルバム『The Sixties Seventies + Eighties = Taxi』に収録[26]。
- つんく♂ - 2000年に発売されたNHK-BSでの企画によるビートルズのカバー・アルバム『A HARD DAY'S NIGHT つんくが完コピーやっちゃったヤァ!ヤァ!ヤァ! Vol.1』に収録[27]。
- シー&ヒム - 2008年に発売されたデビュー・アルバム『Volume One』に収録[28]。